# Sankt Lorenz (Alta Áustria)
Sankt Lorenz é um município da Áustria localizado no distrito de Vöcklabruck, no estado de Alta Áustria.